# Adenopatía
Una adenopatía o linfadenopatía es el término que se usa en medicina para referirse a un trastorno inespecífico de los ganglios linfáticos. En la mayoría de los casos, el término se usa como sinónimo generalizado de una tumefacción, aumento de volumen o inflamación de los ganglios linfáticos, acompañado o no de fiebre. Cuando el trastorno se debe a una infección, se habla de adenitis y cuando la infección ocupa los canales linfáticos, se usa el término de linfangitis.

## Causas
Las principales causas de los ganglios inflamados son infecciosas o por cáncer. La adenopatía es un signo de muchas enfermedades, algunas de ellas poco frecuentes, la gran mayoría de naturaleza benigna (cerca del 1 % tienden a ser por causas malignas) incluyendo:

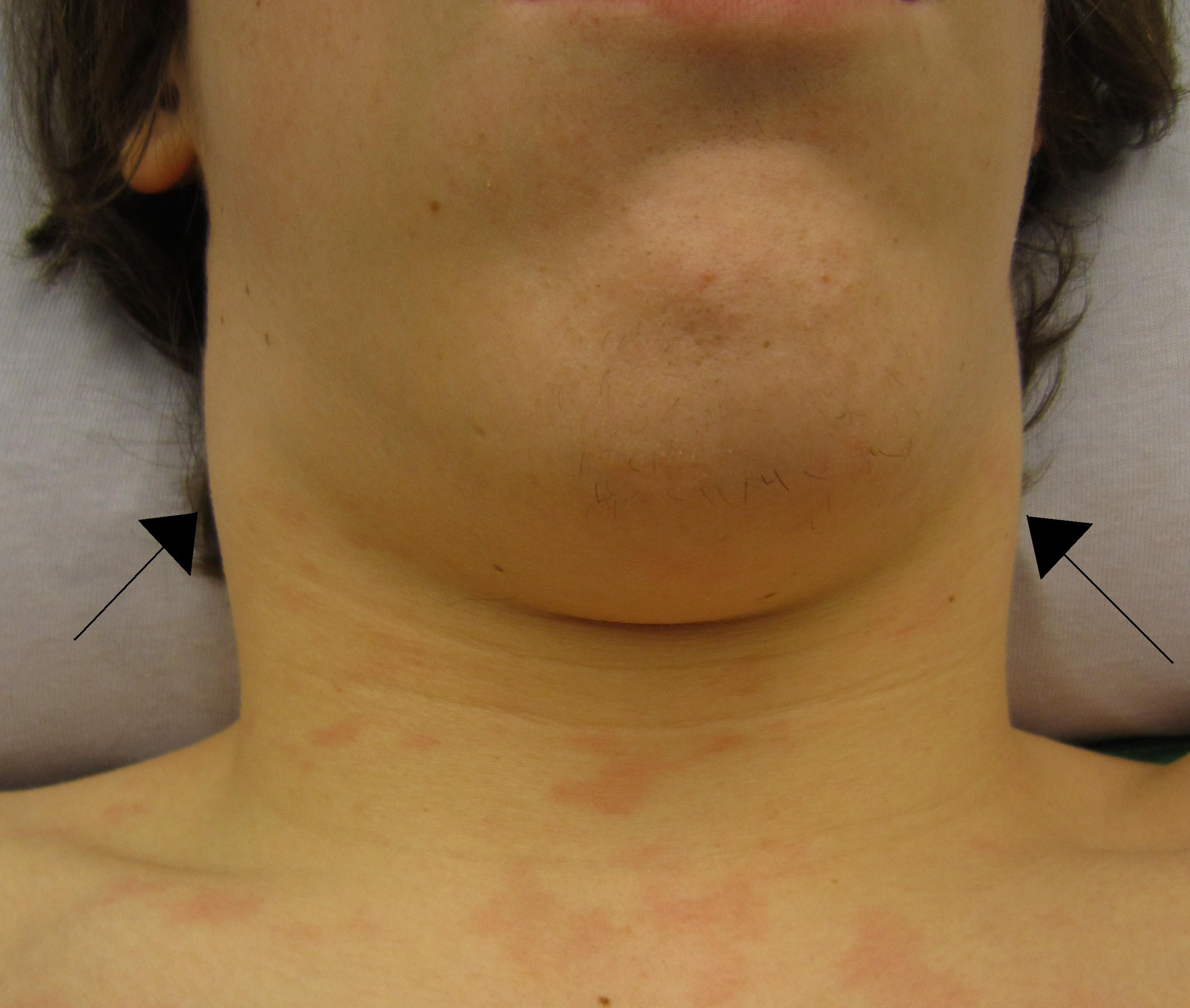
Adenopatía asociada con mononucleosis infecciosa.

Adenopatías retroperitoneales y bilaterales de un seminoma testicular, que confluyen y abrazan la aorta. Hombre de 44 años. Imagen de tomografía axial computarizada.

- Infecciones agudas (bacterianas o virales) o crónicas (como la tuberculosis o la enfermedad del rasguño de un gato).
  - Es el signo característico de la peste bubónica, en las que se inflaman uno o varios ganglios de tal manera que se vuelven necróticos y ocasionalmente se desgarran.
  - Infecciones virales como el VIH, sarampión y la mononucleosis, cuya característica peculiar es la inflamación notable de los ganglios cervicales del cuello.
  - Infecciones bacterianas como el ántrax, entre otras como la clamidia.
  - Infecciones por hongos, como la histoplasmosis y la coccidiomicosis.
  - Infecciones por parásitos como la toxoplasmosis y la tripanosomiasis africana.
- Tumorales:
  - Tumores primarios: linfoma de Hodgkin, linfomas no hodgkinianos y ciertas leucemias pueden causar adenopatías en algunos o en múltiples ganglios.
  - Tumores secundarios: metástasis, nódulo de Virchow y el neuroblastoma.
- Causas autoinmunes: como la sarcoidosis, lupus eritematoso sistémico, artritis reumatoide, todas las cuales producen adenopatías.
- Las mordeduras de algunas serpientes venenosas, notablemente el taipán, la mamba negra, los géneros australianos Bungarus, Pseudonaja, Notechis, y Acanthophis la serpiente de coral, y algunas de las cobras más ponzoñosas.
- Algunos medicamentos pueden causar adenopatía, como la fenitoína, por lo general acompañado de fiebre, siendo difícil de distinguir de los linfomas. Las reacciones alérgicas a ciertos medicamentos como las tioamidas y el ácido aminosalicílico, tienden a cursar con rash, picazón y otros síntomas.[4]

## Patología
Clásicamente se describen tres patrones que caracterizan a las adenopatías benignas:
- Hiperplasia folicular, que es el crecimiento de ciertas áreas dentro de los ganglios linfáticos y que son especialmente comunes en infecciones, trastornos autoinmunes y reacciones no específicas.
- Hiperplasia paracortical, que incluye crecimiento de la zona externa del ganglio, común en infecciones virales.
- Histiocitosis sinusal, más frecuente en lesiones inflamatorias y malignas.

## Radiología
El término linfadenopatía hiliar bilateral es un término radiográfico que describe una inflamación de los ganglios linfáticos mediastinos, un hallazgo común en las radiografías de tórax. Las causas más frecuentes de estos tipos específicos de adenopatías incluyen:

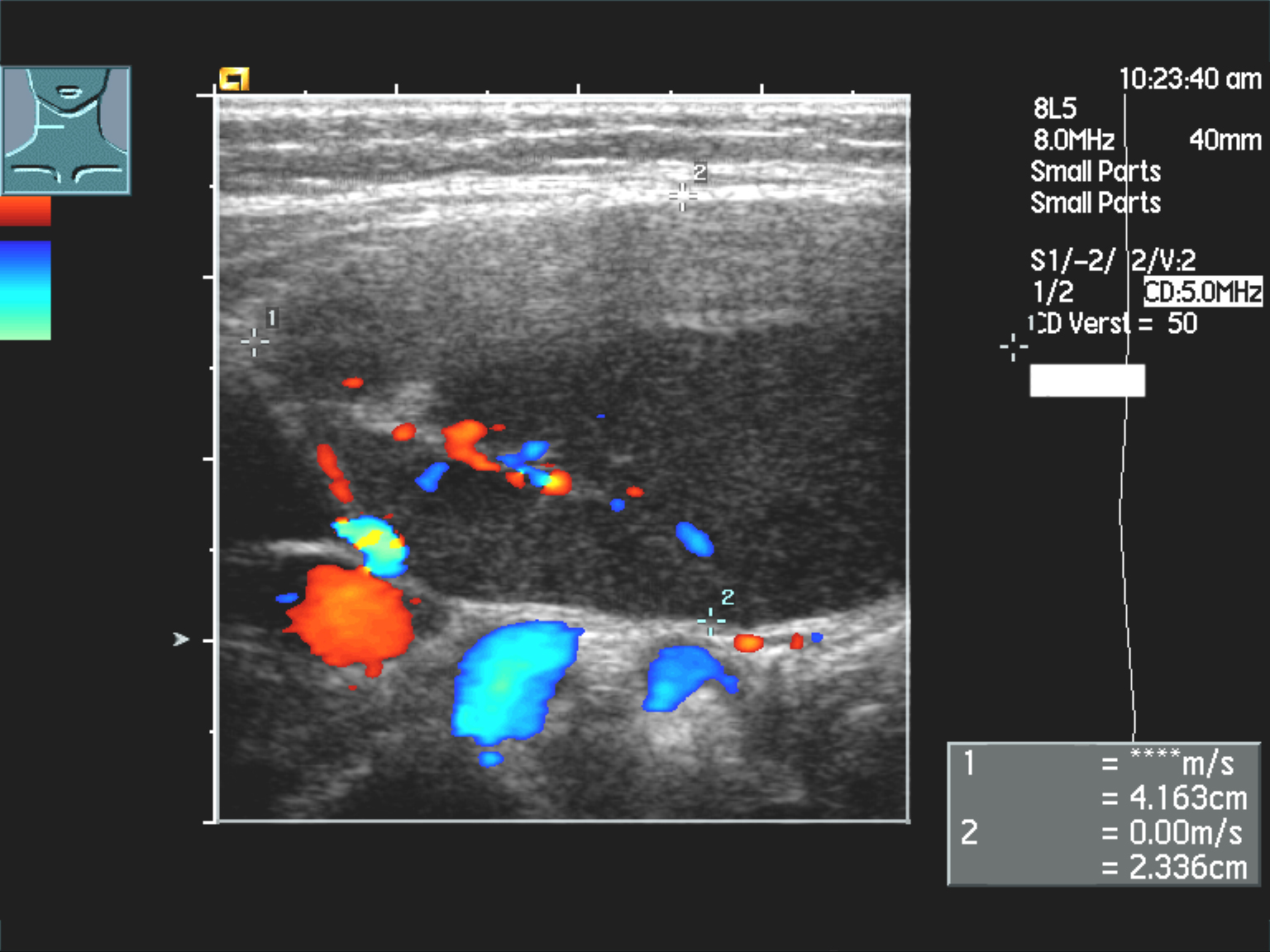
Ecografía transversal de cuello en un niño con linfoma no hodgkiniano, mostrando un ganglio de 2 cm (medido de una a la otra (x) marcada con el número 2).

- Sarcoidosis
- Ciertas infecciones
  - Tuberculosis
  - Mycoplasma
- Cáncer
  - Linfoma
  - Carcinoma
  - Otros tumores
- Enfermedades ocupacionales
  - Silicosis
  - Beriliosis
- Alveolitis alérgica extrínseca
- Causas menos comunes:
  - Síndrome de Churg-Strauss
  - VIH
  - Neumoconiosis